# Stazione di Minami-Sakurai (Saitama)
La stazione di Minami-Sakurai (南桜井駅?, Minami-Sakurai-eki) è una stazione ferroviaria situata nella città giapponese di Kasukabe della prefettura di Saitama, ed è servita dalla linea Tōbu Noda delle Ferrovie Tōbu.

## Linee
Ferrovie Tōbu
● Linea Tōbu Noda

## Struttura
La stazione è realizzata in superficie, con due marciapiedi laterali e due binari passanti. Il fabbricato viaggiatori, realizzato a ponte, sopra i binari, è collegato ai marciapiedi per mezzo di scale fisse, mobili e ascensori.
| 1 | ● Linea Tōbu Noda | per Kasukabe, Iwatsuki e Ōmiya                           |
| 2 | ● Linea Tōbu Noda | per Nodashi, Kashiwa, Mutsumi, Shin-Kamagaya e Funabashi |

## Stazioni adiacenti
| «               | Servizio   | »          |
| Linea Noda      | Linea Noda | Linea Noda |
| --------------- | ---------- | ---------- |
| Fujino-Ushijima | Locale     | Kawama     |